# Dominique Schaak

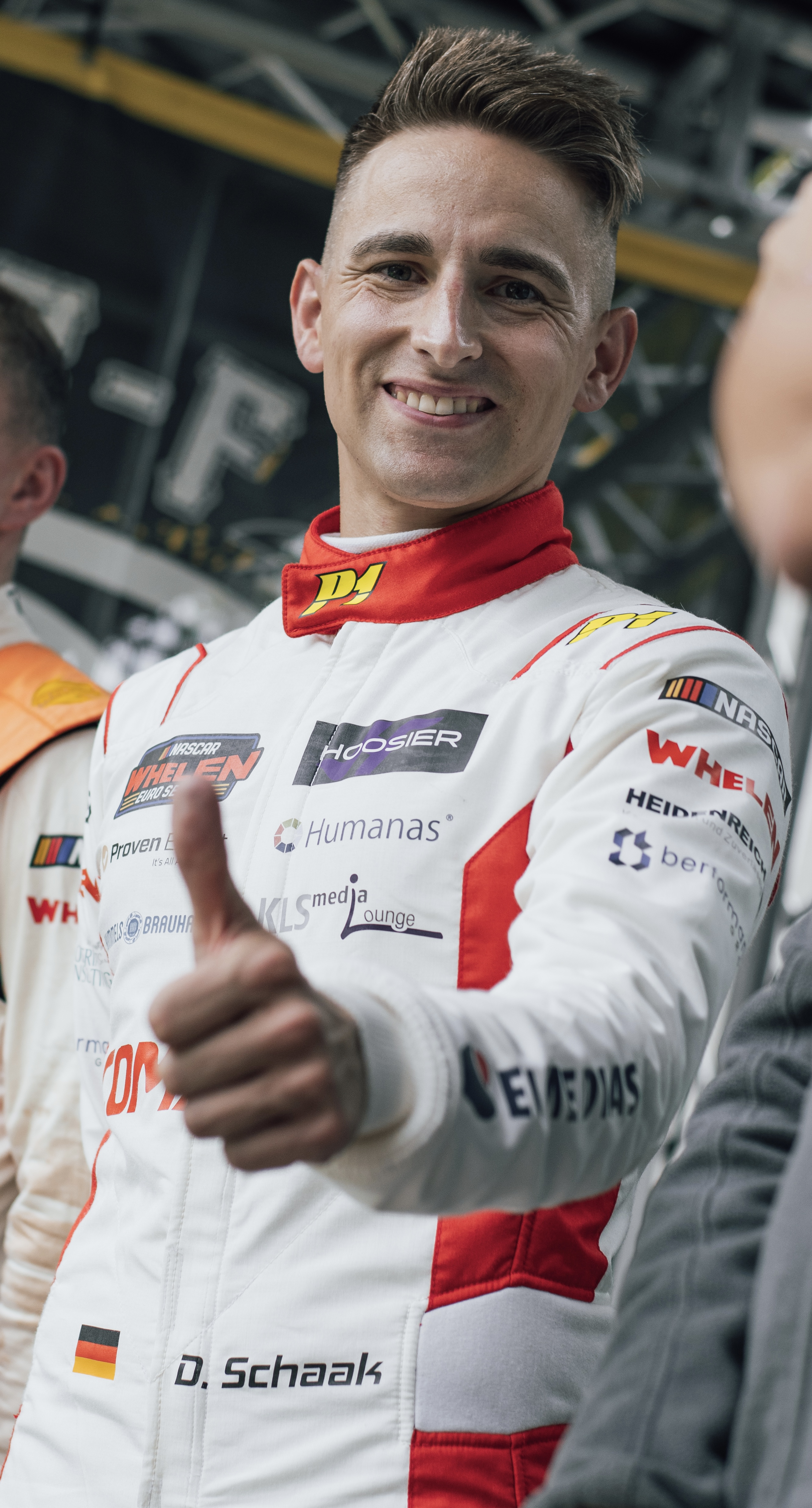
Dominique Schaak beim NASCAR EuroSeries Debüt 2023

Dominique Schaak (* 20. September 1990 in Halle (Saale)) ist ein deutscher Autorennfahrer.

## Persönliches
Dominique Schaak wurde am 20. September 1990 in Halle/Saale geboren. Aus beruflichen Gründen zog es die Familie aus Halle in die Magdeburger Börde. Dort besuchte Dominique Schaak die Sekundarschule in Eilsleben und wohnte in Ummendorf. Im Alter von neun Jahren wurde Dominique von seinem Vater, Andreas Schaak, erstmals zu einer Kartbahn mitgenommen, ab 2000 bestritt Dominique die ersten Kart-Rennen. Neben dem aktiven Rennsport erhielt er 2007 seinen Realschulabschluss an der Sekundarschule Eilsleben. Von 2007 bis 2011 absolvierte er neben dem Motorsport erfolgreich eine Ausbildung zum Industriemechaniker. 2014 zog er in die Hohe Börde und schließlich 2019 nach Magdeburg, in die Landeshauptstadt von Sachsen-Anhalt. Seit 2020 ist Dominique mit der Magdeburgerin Mandy Wolf zusammen. Seit 2024 sind beide verheiratet. Gemeinsam haben sie eine Tochter und einen Sohn.

## Karriere
Schaak begann seine Karriere 1999 im Alter von neun Jahren im Kartsport auf der Kartbahn in Halle/Lettin. In verschiedenen Kartsport-Serien fuhr Dominique auf regionaler und nationaler Ebene mehrere Siege und Podiumsplätze ein. Bereits bei seinem zweiten regionalen Rennen der Kart-Landesmeisterschaft (Sachsen-Anhalt) feierte der damals 10-Jährige seinen ersten Sieg im Kartsport. 2005 wechselte Schaak erstmals in den Formelsport und nahm in einem Formel Renault 1.6 Cockpit Platz. Nachdem klar wurde das der Formelsport finanziell nicht weiter umsetzbar war, entschied sich Dominique noch im selben Jahr wieder in den Kartsport zu wechseln. Nach zwei weiteren Jahren im Kart nahm er 2007 erfolgreich an einer Tourenwagen-Talentsichtung des ADAC teil. Dadurch startete Dominique 2008 für Kaiser Motorsport aus Lohne und 2009 für den MSC Oschersleben im ADAC Logan Cup und sammelte erste Tourenwagen-Erfahrungen. Schaak war meist im Mittelfeld der stark besetzten Serie unterwegs. Zur Saison 2010 wechselte Schaak in die Nachfolgeserie dem ADAC Chevrolet Cup und ging erneut für den MSC Oschersleben an den Start. Dort feierte er seine ersten Podiumsplätze im Automobilsport und kam auf Gesamtrang 8. 2011 verblieb er im ADAC Chevrolet Cup und erreichte den 6. Rang in der Gesamtwertung der Meisterschaft. 2012 bestritt der damals 21-Jährige aus Kostengründen keine komplette Saison. Lediglich drei Gaststarts im ADAC Chevrolet Cup sowie Testfahrten für den deutsch-tschechischen Renault Clio Cup Bohemia standen am Ende des Jahres zu Buche. Dominique landete bei den Rennläufen des ADAC Chevrolet Cup zweimal in den Top 5 und schied einmal mit Getriebeschaden in Führung liegend kurz vor Schluss aus.
2013 und 2014 konzentrierte sich Schaak wieder auf den Kartsport. Dort fuhr er in beiden Jahren jeweils den Titel in der Norddeutschen Kart Trophy ein. Außerdem bestritt Schaak als einziger deutscher Fahrer den Alpen Kart Cup in Österreich und fuhr auf Gesamtrang 3. Zusätzlich gewann er den Titel im Norddeutschen Kart Trophy Winter Cup.
Nach den erfolgreichen Jahren im Kartsport gelang es Schaak durch neue Investoren 2015 in der ADAC Procar im Rahmenprogramm des ADAC GT Masters für Glatzel Racing - Bruno Banani an den Start zu gehen. Mit einem Ford-Fiesta-ST-Cup-Fahrzeug startete er in der Division 2 der 1600 Saugmotoren. Bereits im Auftaktrennen erreichte er in der Motorsport Arena Oschersleben Platz 3. In dieser Saison gelang es Schaak bei 16 Rennläufen acht Platzierungen unter den ersten drei zu erreichen. Außerdem wurde ihm als erstem Fahrer zweimal der Carlo Community Fan Award verliehen – das erste Mal auf dem Eurospeedway Lausitzring, das zweite Mal auf dem Circuit Zolder (Belgien).
Auf dem Rückweg vom Rennen im niederländischen Zandvoort wurde Schaak in einen schweren Verkehrsunfall verwickelt, bei dem er wie durch ein Wunder nur leicht verletzt wurde als sein Auto nachts von einer Brücke geschleudert ist. Dennoch startete er nur 14 Tage später überraschend beim Finale in Spa Francorchamps (Belgien) und fuhr zweimal auf Platz 3. Somit war Schaak 2015 bester Serien-Neuling der DTC ADAC Procar und landete am Ende auf Gesamtrang 3 der Meisterschaft. Daraufhin wurde Schaak zum ADAC GT Masters Young Drivers Test auf einem Lamborghini Huracan GT3 eingeladen.
2016 startete Schaak jedoch für eine weitere Saison in der DTC Series (Deutscher Tourenwagen Cup), der ehemaligen ADAC Procar. Auf einem Mini Challenge JCW Cup Fahrzeug kämpfte Schaak um den Titel in der Production-Klasse. Er gewann im niederländischen Zandvoort und erstmals bei seinem Heimrennen in Oschersleben. Zusätzlich konnte er drei weitere Podiumsplätze einfahren. Durch technische Defekte an seinem Fahrzeug auf dem Red Bull Ring in Österreich verlor Schaak die Titelchance und beendete die Saison auf Gesamtrang 4 der Meisterschaft.
In den traditionellen Renault Sport Markenpokal stieg Schaak 2017 ein. Im Renault Clio Cup Central Europe startete er erstmals auf europäischer Ebene. Im Ahrens Racing Team pilotierte er einen Renault Clio Cup Fahrzeug der 4. Generation. Schaak erlebte ein durchwachsenes Jahr, welches von Kollisionen und Ausfällen geprägt war. Bei dem vorerst letzten Auftritt im Renault Clio Cup Central Europe konnte er auf dem Dünenkurs von Zandvoort von Startplatz 24 bis auf Rang 14 vorfahren. Nach 8 von 14 Rennläufen musste Dominique die Saison vorzeitig beenden da keine weiteren Sponsoren Budgets vorhanden waren. Schaak testete zudem einen Porsche Cayman GT4 in der Motorsport Arena Oschersleben für mögliche Starts in dem darauffolgenden Jahr und moderierte nach dem Ende seiner Saison außerdem als Co-Kommentator einige Rennen des Renault Clio Cup Central Europe.
2018 folgte ein Highlight-Jahr in der Laufbahn von Schaak. Er startete in der 24H Series beim 12-Stunden-Rennen von Imola auf einem Porsche Cayman GT4 und gewann zusammen mit Allied Racing in der GT4-Klasse das Rennen auf dem Traditionskurs. Zusätzlich absolvierte Schaak einen Gaststart vor heimischer Kulisse im Porsche Super Sports Cup ebenfalls auf einem Porsche Cayman GT4 für Teichmann Racing, er beendete die Rennen auf den Plätzen 5 und 3.
Schaak startete 2019 für HTF Motorsport in der National Endurance Series und stieg somit wieder in den Tourenwagensport ein. Auf einem Seat Leon Cupra TCR kämpfte Schaak zusammen mit HTF Motorsport aus Erfurt um die Krone in der Langstreckenmeisterschaft der DMV NES500. Am Ende sicherte sich der Magdeburger in der National Endurance Series die Vizemeisterschaft und verpasste den Titel mit nur einem Punkt Rückstand knapp. Dabei fuhr Dominique Schaak bei 5 von 6 Rennläufen auf das Podium.
2020 unterschrieb Schaak bei T3 Motorsport aus Radebeul einen Vertrag für die ADAC GT4 Germany in einem Audi R8 LMS GT4. Aufgrund der Corona-Pandemie verschob sich die Rennsaison um vier Monate. Beim verspäteten Saison Auftakt auf dem Nürburgring landete Dominique auf Platz 12 und 17. Nach nur einem Rennwochenende trennten sich die Wege von T3 Motorsport und Dominique. Anschließend bekam Schaak kurzfristig einen Zwei-Jahres-Vertrag bei Racing One aus der Eifel und übernahm das Cockpit vom ehemaligen Formel 2 und ADAC GT Masters Fahrer Kelvin Snoeks. Ebenfalls in einem Audi R8 LMS GT4 startete Dominique in der neuen DTM Trophy im Rahmenprogramm der DTM. Im belgischen Zolder feierte Dominique mit Platz 10 sein bestes Saison Ergebnis und seinen ersten Punkt in der DTM Trophy. Da Dominique erst zur Saisonhälfte in die DTM Trophy einstieg, beendete er die Meisterschaft auf Gesamtrang 21 von 27 Fahrern.
In der darauffolgenden Saison blieb Schaak im Team von Racing One auf einem AUDI R8 LMS GT4. Im nationalen GTC Race startete Dominique im einstündigen Goodyear60 Rennen und im GT-Sprint Cup. Auf dem Eurospeedway Lausitzring fuhr Schaak mit Rang 5 im GT-Sprint Cup sein bestes Saison Ergebnis ein. Am Ende belegte Schaak in beiden Serien Gesamtrang 8 von 17 Fahrern der GT4-Klasse.
2022 wechselte Dominique das Cockpit und ging für das Team EastSide Motorsport aus Crimmitschau auf einem Mercedes AMG GT4 erneut im GTC Race an den Start. Schaak fuhr eine gute Saison und war meist in den Top 6 zu finden. Beim Finale auf dem Hockenheimring hatte Schaak die Chance den Titel in der GT4-Trophy zu gewinnen. Das Rennen hielt wegen Starkregen jedoch nur fünf Runden an, wovon drei hinter dem Safety Car absolviert wurden und das Rennen kurz darauf nach einem schweren Unfall endgültig abgebrochen wurde. Somit hatte Schaak keine Chance mehr die Meisterschaft von Startplatz 12 aus noch für sich zu entscheiden. In der Gesamtwertung des GT-Sprint Cup (GT4) belegte Schaak den 11. Rang von 18 Piloten. Im neu benannten Championat des GTC Race des einstündigen Rennen GT60 powered by Pirelli, wo ein Fahrerwechsel via Boxenstopp vorgeschrieben war, erzielte das Fahrerduo Dominique Schaak/Vivien Schöllhorn den 8. Gesamtrang von 17 Teams der Meisterschaft.

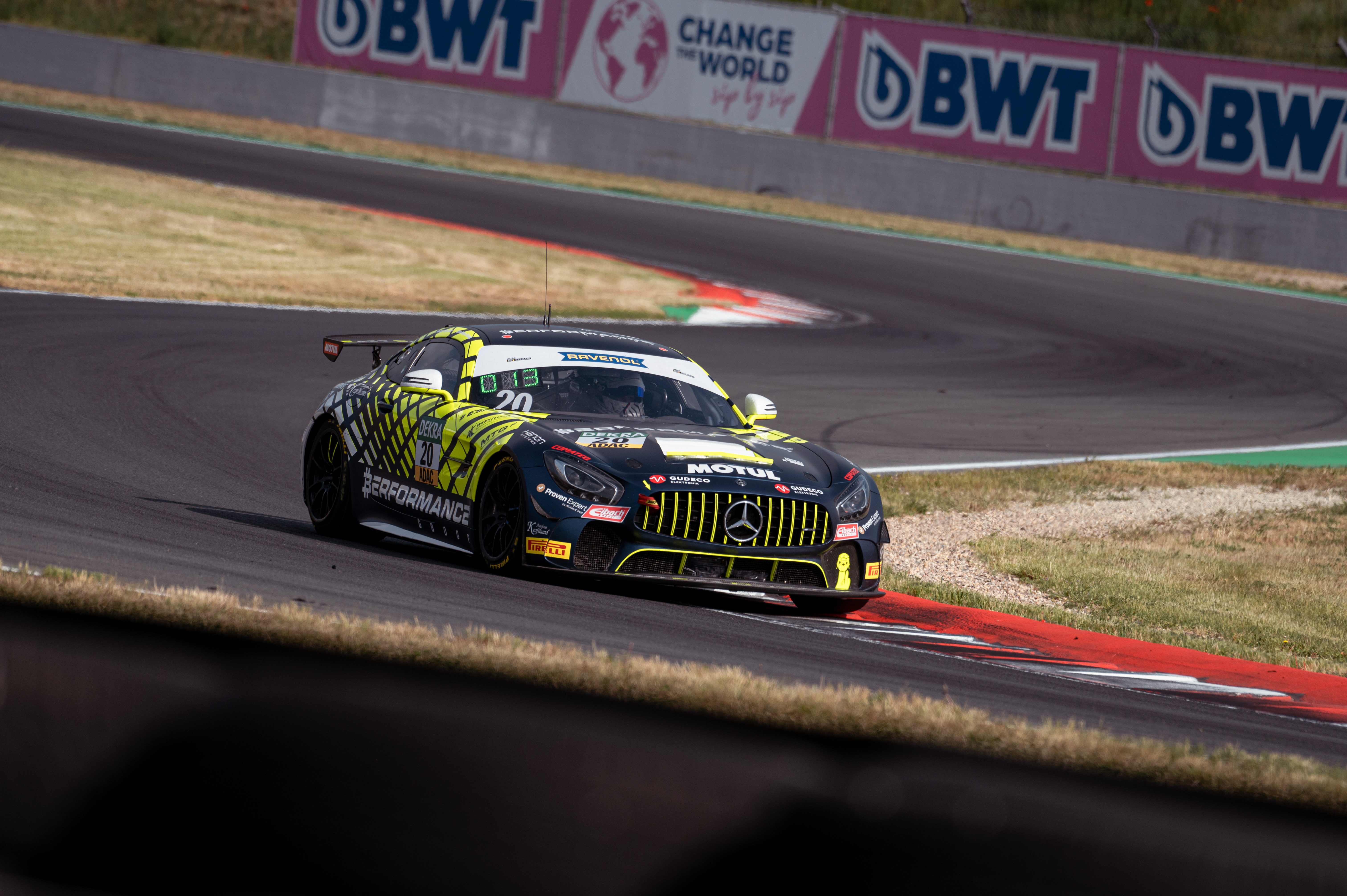
Dominique Schaak im Mercedes AMG GT4 in der ADAC GT4 Germany 2023

2023 stieg Schaak erneut in das Cockpit des Mercedes AMG GT4 von EastSide Motorsport. Ursprünglich war die DTM Trophy als Rennserie fest fokussiert. Doch nachdem der ehemalige Formel-1-Fahrer Gerhard Berger die DTM an den ADAC verkauft hatte, wurde die Nachwuchsliga der DTM, die DTM Trophy eingestellt. So änderten sich die Pläne und das Team aus Crimmitschau startete in der ADAC GT4 Germany. Als Teamkollege von Dominique Schaak ging der 17. jährige Philipp Gogollok an den Start und debütierte im Automobilsport. In der weltweit stärksten GT4 Serie beendete man die Meisterschaft mit 21 Punkten auf Gesamtrang 25 von 36 gewerteten Teams. Dabei fuhr man bei 5 von 12 Rennen in die Punkte. Platz 8 beim Regenrennen auf dem Nürburgring war Schaak‘s bestes Saisonergebnis. Beim Rennen auf dem Sachsenring verunfallte der damals 32. jährige in der Ralf-Waldmann Kurve bei einem heftigen Einschlag mit 200 km/h schwer.
Nur 10 Tage nach dem Unfall absolvierte Dominique für das Team BREMOTION aus Frankfurt einen Gastauftritt in der NASCAR Whelen EuroSeries auf einem Chevrolet Camaro beim einzigen Deutschland Rennen, und gleichzeitig Debüt der NASCAR in der Motorsport Arena Oschersleben. Vor heimischen Publikum fuhr Schaak auf Platz 12 und Platz 6 von 21 Piloten ohne vorher einen Test auf den NASCAR Boliden absolviert zu haben.
Außerdem war Dominique 2023 Co. Moderator beim GTC Race an der Seite von Tobias Schimon. Zusätzlich kümmerte sich der Magdeburger im GTC Race um die GT4 Junioren und war als sportlicher Berater der Serie tätig.
Im Jahr 2024 absolvierte Schaak dann eine vollständige Saison in der NASCAR Whelen EuroSeries für das Team Bremotion aus Frankfurt. Nach einer soliden ersten Saison beendete Dominique Schaak die Meisterschaft auf Gesamtrang 17 von 34 Piloten. In der Rookie-Meisterschaft (Serien-Neulinge) kämpfte der Magdeburger bis zum Saisonfinale im belgischen Zolder noch um den Titel. Am Ende belegte er nach einem durchwachsenen Finale Rang 6 von 12 Rookies. Sein bestes Saison-Ergebnisse feierte Schaak auf dem geschichtsträchtigen Circuit Brands Hatch in England mit Gesamtrang 11. Im tschechischen Most sowie, bei seinem Heimrennen in der Motorsport Arena Oschersleben landete Dominique jeweils mit Rang 3 in der Rookie-Wertung auf dem Podium. Schaak beschrieb die NASCAR wie folgt: "Das ist das Pure Racing. Keine Hilfsmittel. Geschaltet wird mit Zwischengas. Es kommt auf den Fahrer an. Deshalb habe ich den Motorsport lieben gelernt. Das sind Boliden die in meiner Laufbahn am schwersten zu fahren sind. Ich liebe es".

## Karrierestationen
- 2000: Kart-Landesmeisterschaft (6. Platz)
- 2001: Kart-Landesmeisterschaft (4. Platz)
- 2002: Kart-Landesmeisterschaft (3. Platz)
- 2003: Kart-Landesmeisterschaft (4. Platz)
- 2004: Kart-Landesmeisterschaft (Vizechampion)
- 2005: Kart-Landesmeisterschaft (5. Platz)
- 2005: Formel Renault 1.6 (11. Platz)
- 2006: Regional Kart Championship (3. Platz)
- 2007: Kart-Landesmeisterschaft (4. Platz)
- 2008: ADAC Logan Cup (29. Platz I 6 von 10 Rennen teilgenommen)
- 2009: ADAC Logan Cup (17. Platz)
- 2010: ADAC Chevrolet Cup (8. Platz)
- 2011: ADAC Chevrolet Cup (6. Platz)
- 2012: ADAC Chevrolet Cup (3 Gaststarts, 2 × Top 5, 1 × Ausfall)
- 2013: Norddeutsche Kart Trophy - Winter Cup (Champion)
- 2014: Norddeutsche Kart Trophy (Champion)
- 2014: Norddeutsche Kart Trophy - Winter Cup (Vizechampion)
- 2015: Norddeutsche Kart Trophy (Champion)
- 2015: ADAC-Procar (3. Platz)
- 2016: DTC - Deutsche Tourenwagen Challenge (4. Platz)
- 2016: ADAC GT Masters - Young Driver Test
- 2017: Renault Clio Cup Central Europe (29. Platz I 8 von 14 Rennen teilgenommen)
- 2018: 24H Series (1. Platz I 12 Stunden von Imola - GT4 Class)
- 2018: Porsche Super Sports Cup (Gaststart Oschersleben - GT4 Class I Platz 5 & 3)
- 2019: DMV National Endurance Series (Vizechampion - TCR Class)
- 2019: Porsche Sports Cup Endurance (Gaststart Hockenheimring - GT4 I Platz 5 & 2)
- 2020: ADAC GT4 Germany (2 von 12 Rennen teilgenommen)
- 2020: DTM Trophy (21. Platz I 6 von 12 teilgenommen)
- 2021: GTC Race - GT-Sprint Cup (8. Platz I GT4)
- 2021: GTC Race - Goodyear60 (8. Platz I GT4)
- 2022: GTC Race - GT-Sprint Cup (11. Platz I GT4)
- 2022: GTC Race - GT60 powered by Pirelli (8. Platz I GT4)
- 2022: GTC Race - GT4 Trophy (Vizechampion)
- 2023: ADAC GT4 Germany (Platz 25)
- 2023: NASCAR Whelen EuroSeries (Gaststart Oschersleben I Platz 12 & 6)
- 2024: NASCAR Whelen EuroSeries (Platz 17)
- 2024: NASCAR Whelen EuroSeries (Platz 6 I Rookie Championship)

## Soziales Engagement
Schaak engagiert sich in der mitteldeutschen Kinderkrebsforschung. Außerdem unterstützt Dominique Schaak die Humanas Stiftung unter dem Leitgedanken "erlebe das Leben", in der Kinder und Jugendliche im Mittelpunkt stehen. Zusätzlich nimmt Schaak des Öfteren an Benefizfußball spielen mit ehemaligen und aktuellen Bundesligaspielern sowie bekannten Sportlern aus der Region teil.